# 高嶋ひでたけ・森田耕次のキニナル・サタデー
『高嶋ひでたけ・森田耕次のキニナル・サタデー』（たかしまやひでたけ・もりたこうじのきになる・サタデー）は、ニッポン放送で2020年11月14日から2021年3月27日まで、2021年10月23日から2022年3月26日まで放送していた情報番組。

## 番組概要
ニッポン放送は、2020年下半期番組改編にて、長年に掛けて2018年3月まで、平日の朝の顔としてパーソナリティを務めていた同局元アナウンサーである高嶋が番組で喋る機会を作るため、朝の番組終了から半年後である2018年週末ナイターオフ枠にて各年編成しており、9月9日に同局で行われた社長定例記者会見の場で2020年も引き続き高嶋が土曜ナイターオフの番組パーソナリティを務めることを発表した。
前年に担当していた、『やじうまサタデー よっ!たかしま屋!』は高嶋1人で担当して来たが、当該番組では相方として2018年3月まで放送していた『高嶋ひでたけのあさラジ!』のニュースデスクであった、同局報道スポーツコンテンツセンター記者兼解説委員である森田が加わることを高嶋が開設した自身のYouTubeチャンネルの動画にて発表した。番組構成は、『あさラジ!』時代と同様に森田と共にリスナーが気になっている旬な時事ネタの話題である、ニュース・スポーツ・エンタメ情報を幅広くを扱う番組構成である。但し、番組構成プロットは決まっていたが、高嶋と森田の事前打合せは無く、初回放送前が実質の番組構成方向を決めたとしている。
また、前年の『よっ!たかしま屋!』と同様に、メインリスナー層がシニア向けではあるが、番組放送中にTwitterのツイートを募っており、ハッシュタグは「#キニナルサタデー」で募っている。
2シーズンに渡って放送されていたが、2022年は当該時間帯に『ラジオペナントレースNEXT powered by ニッポン放送ショウアップナイター』が編成されたことにより、事実上終了となった。また、『高嶋ひでたけと里崎智也 サタデーバッテリートーク』以来続いてきた、高嶋がパーソナリティを務める土曜ナイターオフ番組も、4シーズンを以って終了することになった。

## 出演者

### パーソナリティ
- 高嶋ひでたけ（フリーアナウンサー、元ニッポン放送アナウンサー） - 2020年11月14日 -
- 森田耕次（ニッポン放送報道スポーツコンテンツセンター記者兼解説委員、元アナウンサー）  - 2020年11月14日 -

### スポーツキャスター
- 小永井一歩（ニッポン放送アナウンサー） - 2020年11月14日 -

## 放送時間
- 土曜 17:40 - 19:00 - 2020年11月14日 - 2021年3月27日、2021年10月23日 - 2022年3月26日

### 放送時間変更
2020年
- 11月21日：『ショウアップナイター スペシャル SMBC日本シリーズ2020 第1戦 読売ジャイアンツ×福岡ソフトバンクホークス』実況中継が編成されたため、番組休止。
- 12月29日：『灯-mawali presents BOUSAI LIGHT HOUSE 探訪記〜食レポ編〜IN千葉県館山市』（17:40 - 19:00）編成のため、番組休止。

2021年
- 1月2日：ニッポン放送 『石原慎太郎・亀井静香 新春 甘辛放談』（17:30 - 18:15）、『専門家が緊急提言! 2021年新型コロナウイルスに克つ!』（18:15 - 19:00）編成のため、番組休止。
- 3月20日：『今、絶対に聴くべきポッドキャストはコレだ! JAPAN PODCAST AWARDSラジオ 2020』（17:40 - 19:00）編成のため、番組休止。但し、同番組放送中の18:09頃に宮城県沖地震が発生した事により関連のニュースに切り替わったため途中で打ち切りとなった、しかし、ニッポン放送から抗議電話と抗議メールに殺到した[5]。

## タイムテーブル
生放送につき、記載されている時間は目安
| タイムテーブル | タイムテーブル                  | タイムテーブル |
| 時刻           | 内容                            | 備考 |
| -------------- | ------------------------------- | --- |
| 17:40.00       | オープニング                    | 高嶋、森田の順に挨拶。 近々の時事ネタと時事ネタ川柳でOPトーク後、 メッセージの呼び込みと紹介を行う |
| 17:51.30       | あの言葉がキニナル!             | 最近よく聞く「気になる言葉」を毎週ピックアップして 森田が解説するコーナー |
| 17:57.00       | リスナーメッセージ紹介          | |
| 18:00.00       | 18時台オープニングトーク        | 挨拶後、高嶋が喋りたいネタでフリートーク |
| 18:15.00       | 今週のキニナル!                 | 放送回の時事ネタの中で1つのテーマを深く掘り下げる 場合によってはゲストをスタジオに呼ぶか電話を繋ぐ |
| 18:21.00       | キニナルスポーツ!               | 『ショウアップスポーツ』の「スポーツニュースショウアップ」 と同内容のプロ野球含めたスポーツ情報を小永井が伝える                                                                                              |
| 18:28.00       | ニッポン放送交通情報（警視庁）  | |
| 18:30.00       | キニナルエンタメ!               | 放送週のキニナルエンタメ情報を スポーツ紙の記者と電話を繋ぐ |
| 18:38.30       | キニナル!あの日あの時           | 森田が前年のナイターオフ枠のパーソナリティを務めた 『ザ・フォーカス』にて放送した 「あの時代にニュースフォーカス」のリバイバルコーナー 1つの年に絞って、時事ネタについてのトークと当時流行った 楽曲を1曲流す |
| 18:48.00       | 菊正宗 ほろよいイブニングトーク | 2021年度から放送されるフロート番組 |
| 18:54.30       | ニッポン放送天気予報            | |
| 18:56.00       | ニッポン放送交通情報（首都高）  | |
| 18:57.00       | エンディング                    | 積み残しのリスナーメッセージ紹介と、次週のゲスト紹介 |